# A 19-es körzet epizódjainak listája
Ez a lista a 19-es körzet (Station 19) című amerikai sorozat epizódjait tartalmazza. Magyarországon elsőként az AXN mutatta be 2019. szeptember 30-án.

## Évados áttekintés
| Évad | Évad | Részek száma | Részek száma | Eredeti sugárzás     | Eredeti sugárzás | Eredeti adó | Magyar sugárzás      | Magyar sugárzás   | Magyar adó |
| Évad | Évad | Részek száma | Részek száma | Évadbemutató         | Évadzáró         | Eredeti adó | Évadbemutató         | Évadzáró          | Magyar adó |
| ---- | ---- | ------------ | ------------ | -------------------- | ---------------- | ----------- | -------------------- | ----------------- | ---------- |
|      | 1.   | 10           | 10           | 2018. március 22.    | 2018. május 17.  | ABC         | 2019. szeptember 30. | 2019. december 2. | AXN        |
|      | 2.   | 17           | 17           | 2018. október 4.     | 2019. május 16.  | ABC         | 2019. december 9.    | 2020. február 17. | AXN        |
|      | 3.   | 16           | 16           | 2020. január 23.     | 2020. május 14.  | ABC         | 2020. október 26.    | 2021. február 8.  | AXN        |
|      | 4.   | 16           | 16           | 2020. november 12.   | 2021. június 3.  | ABC         | 2022. június 14.     | 2022. június 14.  | Disney+    |
|      | 5.   | 18           | 18           | 2021. szeptember 30. | 2022. május 19.  | ABC         | 2023. április 12.    | 2023. április 12. | Disney+    |
|      | 6.   | 18           | 18           | 2022. október 6.     | 2023. május 18.  | ABC         | 2023. április 12.    | 2023. július 5.   | Disney+    |
|      | 7.   | 10           | 10           | 2024. március 14.    | 2024. május 30.  | ABC         | 2024. március 28.    | 2024. június 13.  | Disney+    |

## Bevezető rész
A Bevezető rész  A Grace klinika-ban volt. 
| Sor. | Év. | Cím                                         | Rendező         | Író         | Premier                          | Nézettség   |
| ---- | --- | ------------------------------------------- | --------------- | ----------- | -------------------------------- | ----------- |
| 306. | 13. | El ne engedd! (You Really Got a Hold on Me) | Nzingha Stewart | Stacy McKee | 2018. március 1. 2021. június 9. | 7,52 millió |

## Első évad (2018)
| Sor. | Év. | Cím                                           | Rendező         | Író                 | Premier                                | Nézettség   |
| ---- | --- | --------------------------------------------- | --------------- | ------------------- | -------------------------------------- | ----------- |
| 1.   | 1.  | Bevezető (Stuck)                              | Paris Barclay   | Stacy McKee         | 2018. március 22. 2019. szeptember 30. | 5,43 millió |
| 2.   | 2.  | Láthatatlan (Invisible To Me)                 | Paris Barclay   | Stacy McKee         | 2018. március 22. 2019. október 7.     | 5,43 millió |
| 3.   | 3.  | Oltsd el a lángot (Contain the Flame)         | Mary Lou Belli  | Wendy Calhoun       | 2018. március 29. 2019. október 14.    | 5,86 millió |
| 4.   | 4.  | Újra lobban (Reignited)                       | Dennis Smith    | Ilene Rosenzweig    | 2018. április 5. 2019. október 21.     | 5,09 millió |
| 5.   | 5.  | Sokkhatás (Shock to the System)               | Milan Cheylov   | Anupam Nigam        | 2018. április 12. 2019. október 28.    | 5,59 millió |
| 6.   | 6.  | Egyedül nem megy (Stronger Together)          | Nzingha Stewart | Angela L. Harvey    | 2018. április 19. 2019. november 4.    | 5,41 millió |
| 7.   | 7.  | Hadd égjen! (Let It Burn)                     | James Hanlon    | Barbara Kaye Friend | 2018. április 26. 2019. november 11.   | 5,17 millió |
| 8.   | 8.  | Minden másodperc számít (Every Second Counts) | Marisol Adler   | Tia Napolitano      | 2018. május 3. 2019. november 18.      | 5,14 millió |
| 9.   | 9.  | Hőség (Hot Box)                               | Nicole Rubio    | Phillip Iscove      | 2018. május 10. 2019. november 25.     | 4,45 millió |
| 10.  | 10. | Nem vagyunk hősök (Not Your Hero)             | Paris Barclay   | Stacy McKee         | 2018. május 17. 2019. december 2.      | 5,10 millió |

## Második évad (2018-19)
| Sor. | Év. | Cím                                              | Rendező          | Író                          | Premier                              | Nézettség   |
| --- | --- | ------------------------------------------------ | ---------------- | ---------------------------- | ------------------------------------ | ----------- |
| 11. | 1.  | Nincs gyógyulás (No Recovery)                    | Paris Barclay    | Stacy McKee                  | 2018. október 4. 2019. december 9.   | 5,17 millió |
| 12. | 2.  | A felszín alatt (Under the Surface)              | Milan Cheylov    | Tia Napolitano               | 2018. október 11. 2019. december 16. | 6,54 millió |
| Ez az epizód Crossover-t fejez be amely, A Grace klinika "Momma Knows Best" (15x4) című részében kezdődött el.     |     |                                                  |                  |                              |                                      |             |
| 13. | 3.  | Nehéz elengedni (Home to Hold Onto)              | Tessa Blake      | Anupam Nigam                 | 2018. október 18. 2019. december 23. | 4,16 millió |
| 14. | 4.  | Bizalom (Lost and Found)                         | Marcus Stokes    | Jim Campolongo               | 2018. október 25. 2020. január 6.    | 5,02 millió |
| 15. | 5.  | Van, hogy fáj (Do a Little Harm...)              | Sylvain White    | Angela L. Harvey             | 2018. november 1. 2020. január 6.    | 4,89 millió |
| 16. | 6.  | Az utolsó nap (Last Day on Earth)                | Steve Robin      | Phillip Iscove               | 2018. november 8. 2020. január 13.   | 5,10 millió |
| 17. | 7.  | Jön a vihar (Weather the Storm)                  | Oliver Bokelberg | Stacy McKee                  | 2018. november 15. 2020. január 13.  | 5,91 millió |
| 18. | 8.  | Ütközés (Crash and Burn)                         | Paris Barclay    | Tia Napolitano               | 2019. március 7. 2020. január 20.    | 5,24 millió |
| 19. | 9.  | A szabály ellen (I Fought the Law)               | Sydney Freeland  | Barbara Kaye Friend          | 2019. március 14. 2020. január 20.   | 5,02 millió |
| 20. | 10. | Karantén (Crazy Train)                           | Daryn Okada      | Anupam Nigam                 | 2019. március 21. 2020. január 27.   | 5,55 millió |
| 21. | 11. | Bébi bumm (Baby Boom)                            | Marcus Stokes    | Molly Green és James Leffler | 2019. március 28. 2020. január 27.   | 5,44 millió |
| 22. | 12. | A baj nem jár egyedül (When It Rains, It Pours!) | Ellen Pressman   | Trey Callaway                | 2019. április 4. 2020. február 3.    | 5,26 millió |
| 23. | 13. | Éjsötét (The Dark Night)                         | Stacey K. Black  | Phillip Iscove               | 2019. április 11. 2020. február 3.   | 5,38 millió |
| 24. | 14. | Tűzbe mennék érted (Friendly Fire)               | DeMane Davis     | Jim Campolongo               | 2019. április 18. 2020. február 10.  | 4,96 millió |
| 25. | 15. | Semper Paratus (Always Ready)                    | Nicole Rubio     | Tia Napolitano               | 2019. május 2. 2020. február 10.     | 6,39 millió |
| Ez az epizód Crossover-t fejez be amely, A Grace klinika "What I Did for Love" (15x23) című részében kezdődött el. |     |                                                  |                  |                              |                                      |             |
| 26. | 16. | Akiért a harang szól (For Whom The Bell Tolls)   | Tessa Blake      | Barbara Kaye Friend          | 2019. május 9. 2020. február 17.     | 5,05 millió |
| 27. | 17. | Tűzvihar (Into the Wildfire)                     | Paris Barclay    | Stacy McKee                  | 2019. május 16. 2020. február 17.    | 4,82 millió |

## Harmadik évad (2020)
| Sor. | Év. | Cím                                                                | Rendező          | Író                              | Premier                              | Nézettség   |
| --- | --- | ------------------------------------------------------------------ | ---------------- | -------------------------------- | ------------------------------------ | ----------- |
| 28. | 1.  | Ismerős bár (I Know This Bar)                                      | Paris Barclay    | Krista Vernoff                   | 2020. január 23. 2020. október 26.   | 7,02 millió |
| Ez az epizód Crossover-t fejez be amely, A Grace klinika "Help Me Through the Night" (16x10) című részében kezdődött el. |     |                                                                    |                  |                                  |                                      |             |
| 29. | 2.  | Beltéri tűzijáték (Indoor Fireworks)                               | Paris Barclay    | Kiley Donovan                    | 2020. január 30. 2020. november 2.   | 6,12 millió |
| 30. | 3.  | Gyász (Eulogy)                                                     | Eric Laneuville  | Anupam Nigam                     | 2020. február 6. 2020. november 9.   | 5,92 millió |
| 31. | 4.  | Ahol már senki sem lakik (House Where Nobody Lives)                | Oliver Bokelberg | Meghann Plunkett                 | 2020. február 13. 2020. november 16. | 6,00 millió |
| 32. | 5.  | Az erdőben (Into the Woods)                                        | Andy Wolk        | Tyrone Finch                     | 2020. február 20. 2020. november 23. | 6,27 millió |
| 33. | 6.  | Hóvihar (Ice Ice Baby)                                             | Tessa Blake      | Rob Giles                        | 2020. február 27. 2020. november 30. | 6,59 millió |
| 34. | 7.  | A szerelem peremén (Satellite of Love)                             | Paris Barclay    | Chris Downey                     | 2020. március 5. 2020. december 7.   | 6,00 millió |
| 35. | 8.  | Menekülés (Born to Run)                                            | David Greenspan  | Jill Weinberger                  | 2020. március 12. 2020. december 14. | 6,64 millió |
| 36. | 9.  | Eltévedve (Poor Wandering One)                                     | Janice Cooke     | Brian Anthony                    | 2020. március 19. 2021. január 4.    | 7,39 millió |
| 37. | 10. | Amikor végre kimondjuk (Something About What Happens When We Talk) | Yangzom Brauen   | Krista Vernoff                   | 2020. március 26. 2021. január 11.   | 6,90 millió |
| 38. | 11. | Nincs szabadnap (No Days Off)                                      | Tom Verica       | Cinque Henderson                 | 2020. április 2. 2021. január 18.    | 7,16 millió |
| 39. | 12. | Még találkozunk (I'll Be Seeing You)                               | Daryn Okada      | Anupam Nigam és Meghann Plunkett | 2020. április 9. 2021. január 25.    | 7,56 millió |
| 40. | 13. | Álmodban csak engem láss (Dream a Little Dream of Me)              | Stacey K. Black  | Rob Giles                        | 2020. április 16. 2021. február 1.   | 6,72 millió |
| 41. | 14. | Kísértetek (The Ghosts That Haunt Me)                              | Pete Chatmon     | Tyrone Finch                     | 2020. április 30. 2021. február 8.   | 5,58 millió |
| 42. | 15. | Rossz ember (Bad Guy)                                              | DeMane Davis     | Kiley Donovan                    | 2020. május 7. 2021. február 8.      | 5,57 millió |
| 43. | 16. | Bombánál is hangosabb (Louder Than A Bomb)                         | Paris Barclay    | Emmylou Diaz                     | 2020. május 14. 2021. február 8.     | 5,91 millió |

## Negyedik évad (2020-21)
| Sor. | Év. | Cím                                                 | Rendező             | Író                                                                 | Premier                             | Nézettség   |
| --- | --- | --------------------------------------------------- | ------------------- | ------------------------------------------------------------------- | ----------------------------------- | ----------- |
| 44. | 1.  | Minden megváltozott (Nothing Seems the Same)        | Paris Barclay       | Kiley Donovan                                                       | 2020. november 12. 2022. június 14. | 6,59 millió |
| Ez az epizód Crossover első része amely, A Grace klinika "All Tomorrow's Parties" (17x1) című részében folytatódik és A Grace klinika "The Center Won't Hold" (17x2) című részben fejeződik be. |     |                                                     |                     |                                                                     |                                     |             |
| 45. | 2.  | Őrült világ (Wild World)                            | Bethany Rooney      | Emmylou Diaz                                                        | 2020. november 19. 2022. június 14. | 5,66 millió |
| 46. | 3.  | Egy család vagyunk (We Are Family)                  | Paris Barclay       | Zaiver Sinnett                                                      | 2020. december 3. 2022. június 14.  | 5,58 millió |
| 47. | 4.  | Fogadd el a múltat (Don't Look Back in Anger)       | Bethany Rooney      | Brian Anthony                                                       | 2020. december 10. 2022. június 14. | 5,58 millió |
| 48. | 5.  | Elszabadul a pokol (Out of Control)                 | Michael Medico      | Tyrone Finch                                                        | 2020. december 17. 2022. június 14. | 5,63 millió |
| Ez az epizód egy Crossover első rész amely, A Grace klinika "No Time for Despair" (17x6) című részében fejeződik be.                                                                            |     |                                                     |                     |                                                                     |                                     |             |
| 49. | 6.  | Felesleges küszködés (Train in Vain)                | Allison Liddi-Brown | Történet: Rob Giles és Meghann Plunkett Tévéjáték: Meghann Plunkett | 2021. március 11. 2022. június 14.  | 5,40 millió |
| Ez az epizód egy Crossover első rész amely, A Grace klinika "Helplessly Hoping" (17x7) című részében fejeződik be.                                                                              |     |                                                     |                     |                                                                     |                                     |             |
| 50. | 7.  | Repülés (Learning to Fly)                           | Sam Forman          | Michael Medico                                                      | 2021. március 18. 2022. június 14.  | 5,10 millió |
| 51. | 8.  | Tisztázzuk, ő az enyém (Make No Mistake, He's Mine) | Allison Liddi-Brown | Shalisha Francis-Feusner                                            | 2021. március 25. 2022. június 14.  | 5,26 millió |
| 52. | 9.  | Senki sincs egyedül (No One Is Alone)               | Stacey K. Black     | Rochelle Zimmerman                                                  | 2021. április 1. 2022. június 14.   | 4,78 millió |
| 53. | 10. | Mentsd a bőröd (Save Yourself)                      | David Greenspan     | Emily Culver                                                        | 2021. április 8. 2022. június 14.   | 4,87 millió |
| 54. | 11. | Már megint (Here It Comes Again)                    | Karen Gaviola       | Emmylou Diaz és Tyrone Finch                                        | 2021. április 15. 2022. június 14.  | 5,10 millió |
| 55. | 12. | Állj fel (Get Up, Stand Up)                         | Daryn Okada         | Krista Vernoff                                                      | 2021. április 22. 2022. június 14.  | 4,47 millió |
| 56. | 13. | Azt hiszem, lebegek (I Guess I'm Floating)          | Paris Barclay       | Daniel K. Hoh                                                       | 2021. május 6. 2022. június 14.     | 4,52 millió |
| 57. | 14. | Kellemes tompaság (Comfortably Numb)                | Peter Paige         | Kiley Donovan                                                       | 2021. május 20. 2022. június 14.    | 4,92 millió |
| 58. | 15. | Mondd ki a nevét (Say Her Name)                     | Oliver Bokelberg    | Zaiver Sinnett & Rochelle Zimmerman                                 | 2021. május 27. 2022. június 14.    | 4,59 millió |
| 59. | 16. | Most és mindörökké, ámen (Forever and Ever, Amen)   | Paris Barclay       | Kiley Donovan                                                       | 2021. június 3. 2022. június 14.    | 4,90 millió |

## Ötödik évad (2021-22)
| Sor. | Év. | Cím                                                                       | Rendező            | Író                                | Premier                                | Nézettség   |
| ---- | --- | ------------------------------------------------------------------------- | ------------------ | ---------------------------------- | -------------------------------------- | ----------- |
| 60.  | 1.  | Főnix a lángok közül (Phoenix from the Flame)                             | Stacey K. Black    | Krista Vernoff                     | 2021. szeptember 30. 2023. április 12. | 5,04 millió |
| 61.  | 2.  | Nem érzem az arcomat (Can’t Feel My Face)                                 | Peter Paige        | Kiley Donovan                      | 2021. október 7. 2023. április 12.     | 4,29 millió |
| 62.  | 3.  | Túl forró (Too Darn Hot)                                                  | Michael Medico     | Rochelle Zimmerman                 | 2021. október 14. 2023. április 12.    | 4,29 millió |
| 63.  | 4.  | 100% vagy semmi (100% or Nothing)                                         | Sheelin Choksey    | Emily Culver                       | 2021. október 21. 2023. április 12.    | 4,65 millió |
| 64.  | 5.  | A tűzbe odavesztett dolgaink (Things We Lost in the Fire)                 | Daryn Okada        | Henry Robles                       | 2021. november 11. 2023. április 12.   | 4,58 millió |
| 65.  | 6.  | Babakék (Little Girl Blue)                                                | Diana C. Valentine | Tyrone Finch & Meghann Plunkett    | 2021. november 18. 2023. április 12.   | 4,85 millió |
| 66.  | 7.  | A ház még nem otthon (A House Is Not a Home)                              | David Greenspan    | Leah Gonzalez                      | 2021. december 9. 2023. április 12.    | 4,07 millió |
| 67.  | 8.  | Csak téged akarlak karácsonyra (All I Want for Christmas Is You)          | Peter Paige        | Zaiver Sinnett                     | 2021. december 16. 2023. április 12.   | 4,69 millió |
| 68.  | 9.  | Alulról indult (Started from the Bottom)                                  | Paula Hunziker     | Emily Culver                       | 2022. február 24. 2023. április 12.    | 4,98 millió |
| 69.  | 10. | A szellem keresése (Searching for the Ghost)                              | Oliver Bokelberg   | Staci Okunola                      | 2022. március 3. 2023. április 12.     | 4,46 millió |
| 70.  | 11. | A kis dolgok, amiket együtt csináltok (The Little Things You Do Together) | Tessa Blake        | Kiley Donovan & Rochelle Zimmerman | 2022. március 10. 2023. április 12.    | 4,25 millió |
| 71.  | 12. | Pillantás a fáról (In My Tree)                                            | Tamika Miller      | Daniel K. Hoh                      | 2022. március 17. 2023. április 12.    | 4,24 millió |
| 72.  | 13. | Jéghideg acél és édes tűz (Cold Blue Steel and Sweet Fire)                | Paris Barclay      | Alex Fernandez                     | 2022. március 24. 2023. április 12.    | 4,60 millió |
| 73.  | 14. | Egyedül a sötétben (Alone in the Dark)                                    | Stacey K. Black    | Zaiver Sinnett                     | 2022. március 31. 2023. április 12.    | 4,44 millió |
| 74.  | 15. | Amikor vége a bulinak (When the Party's Over)                             | Daryn Okada        | Meghann Plunkett                   | 2022. április 7. 2023. április 12.     | 4,52 millió |
| 75.  | 16. | A halál és a lányka (Death and the Maiden)                                | Jason George       | Rochelle Zimmerman & Leah Gonzalez | 2022. május 5. 2023. április 12.       | 4,28 millió |
| 76.  | 17. | Az út, amelyre nem léptél (The Road You Didn't Take)                      | Paula Hunziker     | Henry Robles & Staci Okunola       | 2022. május 12. 2023. április 12.      | 3,95 millió |
| 77.  | 18. | Egérút az egérlyukon át (Crawl Out Through the Fallout)                   | Stacey K. Black    | Kiley Donovan                      | 2022. május 19. 2023. április 12.      | 4,28 millió |

## Hatodik évad (2022-23)
| Sor. | Év. | Cím | Rendező         | Író                                    | Premier                              | Nézettség   |
| ---- | --- | --- | --------------- | -------------------------------------- | ------------------------------------ | ----------- |
| 78.  | 1.  | Nincs megállás (Twist and Shout)                                                                                                | Stacey K. Black | Krista Vernoff & Kiley Donovan         | 2022. október 6. 2023. április 12.   | 4,20 millió |
| 79.  | 2.  | Mindenkinek van rejtegetnivalója, kivéve a sötétben bújkáló énemnek (Everybody's Got Something to Hide Except Me and My Monkey) | Peter Paige     | Henry Robles                           | 2022. október 13. 2023. április 12.  | 3,74 millió |
| 80.  | 3.  | Összekötött kézzel táncolni (Dancing with Our Hands Tied)                                                                       | Tamika Miller   | Daniel Arkin                           | 2022. október 20. 2023. április 12.  | 3,90 millió |
| 81.  | 4.  | Démonok (Demons) | Michael Medico  | Emily Culver                           | 2022. október 27. 2023. április 12.  | 3,87 millió |
| 82.  | 5.  | Szedjük össze a darabokat (Pick Up the Pieces)                                                                                  | Jason George    | Mellow Brown                           | 2022. november 3. 2023. április 12.  | 3,52 millió |
| 83.  | 6.  | Mindenki lebeszélne róla (Everybody Says Don't)                                                                                 | Daryn Okada     | Rochelle Zimmerman                     | 2022. november 10. 2023. április 12. | 3,98 millió |
| 84.  | 7.  | Építünk, aztán rombolunk (We Build Then We Break)                                                                               | Peter Paige     | Zaiver Sinnett                         | 2023. február 23. 2023. április 19.  | 3,97 millió |
| 85.  | 8.  | Tudok egy helyet (I Know a Place)                                                                                               | Paula Hunziker  | Leah Gonzalez                          | 2023. március 2. 2023. április 26.   | 3,83 millió |
| 86.  | 9.  | Gyere, ahogy vagy (Come As You Are)                                                                                             | Tamika Miller   | Staci Okunola                          | 2023. március 9. 2023. május 3.      | 3,97 millió |
| 87.  | 10. | Még az igazinál is jobb (Even Better Than the Real Thing)                                                                       | Paris Barclay   | Alex Fernandez                         | 2023. március 16. 2023. május 10.    | 4,30 millió |
| 88.  | 11. | El tudnálak hagyni? (Could I Leave You?)                                                                                        | Michael Medico  | Rochelle Zimmerman & Beresford Bennett | 2023. március 23. 2023. május 17.    | 3,88 millió |
| 89.  | 12. | Sose mondok le rólad (Never Gonna Give You Up)                                                                                  | Kelly Park      | Meghann Plunkett                       | 2023. március 30. 2023. május 24.    | 3,76 millió |
| 90.  | 13. | Minden összeomlik (It's All Gonna Break)                                                                                        | David Greenspan | Benjamin Hayes                         | 2023. április 6. 2023. május 31.     | 3,70 millió |
| 91.  | 14. | Mindent bele (Get it All Out)                                                                                                   | Stacey K. Black | Peter Paige                            | 2023. április 13. 2023. június 7.    | 3,91 millió |
| 92.  | 15. | Mit vagy hajlandó elveszíteni? (What Are You Willing to Lose)                                                                   | Paris Barclay   | Zavier Sinnett & Henry Robles          | 2023. április 20. 2023. június 14.   | 3,96 millió |
| 93.  | 16. | Mocskos szennyes (Dirty Laundry)                                                                                                | Danielle Savre  | Emily Culver                           | 2023. május 4. 2023. június 21.      | 3,79 millió |
| 94.  | 17. | Minden, amit tettem (All These Things That I've Done)                                                                           | Yangzom Brauen  | Staci Okunola & Leah Gonzalez          | 2023. május 11. 2023. június 28.     | 3,51 millió |
| 95.  | 18. | Fény és ragyogás (Glamorous Life)                                                                                               | Stacey K. Black | Zoanne Clack                           | 2023. május 18. 2023. július 5.      | 3,72 millió |

## Hetedik évad (2024)
| Sor. | Év. | Cím                                                           | Rendező             | Író                                                               | Premier                             | Nézettség   |
| ---- | --- | ------------------------------------------------------------- | ------------------- | ----------------------------------------------------------------- | ----------------------------------- | ----------- |
| 96.  | 1.  | A nő munkája (This Woman's Work)                              | Paris Barclay       | Henry Robles                                                      | 2024. március 14. 2024. március 28. | 2,79 millió |
| 97.  | 2.  | Te jó ég (Good Grief)                                         | Tessa Blake         | Meghann Plunkett                                                  | 2024. március 21. 2024. április 4.  | 2,62 millió |
| 98.  | 3.  | Az igazi énje (True Colors)                                   | Peter Paige         | Staci Okunola                                                     | 2024. március 28. 2024. április 11. | 2,48 millió |
| 99.  | 4.  | Problémamegoldó (Trouble Man)                                 | Stefania Spampinato | Mellow Brown és Sybil Azur                                        | 2024. április 4. 2024. április 18.  | 2,57 millió |
| 100. | 5.  | Az én utam (My Way)                                           | Daryn Okada         | Emily Culver és Alex Fernandez                                    | 2024. április 11. 2024. április 25. | 2,40 millió |
| 101. | 6.  | Olyan kevés, ami biztos (With So Little To Be Sure Of)        | Boris Kodjoe        | Rochelle Zimmermann                                               | 2024. május 2. 2024. május 16.      | 2,16 millió |
| 102. | 7.  | Mindent bele (Give It All)                                    | David Greenspan     | Leah Gonzales és Heidi-Marie Ferren                               | 2024. május 9. 2024. május 23.      | 2,31 millió |
| 103. | 8.  | Az új világ ajtónállói (Ushers of the New World)              | Letia Solomon       | Shernold Edward és Beresford Bennet                               | 2024. május 16. 2024. május 30.     | 1,93 millió |
| 104. | 9.  | Hogyan éljek nélküled (How Am I Supposed to Live Without You) | Tessa Blake         | Zaiver Sinnett                                                    | 2024. május 23. 2024. június 6.     | 2,40 millió |
| 105. | 10. | Még egyszer utoljára (One Last Time)                          | Peter Paige         | Történet: José Díaz és Miriam Arghandiwal Tévéjáték: Zoanne Clack | 2024. május 30. 2024. június 13.    | 2,90 millió |

## Fordítás
- Ez a szócikk részben vagy egészben  a   List of Station 19 episodes című angol Wikipédia-szócikk ezen változatának fordításán alapul.  Az eredeti cikk szerkesztőit annak laptörténete sorolja fel. Ez a jelzés csupán a megfogalmazás eredetét és a szerzői jogokat jelzi, nem szolgál a cikkben szereplő információk forrásmegjelöléseként.